# Johan Vande Lanotte
Johan Cyrille Corneel Vande Lanotte (Poperinge, 6 luglio 1955) è un politico belga, membro del Partito Socialista Differente e suo presidente dal 2005 al 2007, ex sindaco di Ostenda dal 2015 al 2018. Egli è anche ministro di Stato e professore di Diritto Costituzionale e Diritto Umano presso l'Università di Gand.

## Biografia

### Formazione
Johan Vande Lanotte ha studiato al Collegio San Stanislao di Poperinge. Nel 1974 si trasferisce all'Università di Anversa dove si laurea con lode nel 1978 in Scienze Politiche e Sociali. Nel 1981 si laurea in giurisprudenza, ancora una volta con grande distinzione, questa volta presso la Vrije Universiteit Brussel.
Nel 1986 ottiene il dottorato in giurisprudenza presso l'Università di Gand. La sua tesi riguarda circa il decentramento nel contesto politico belga e ha ricevuto il Premio dell'Istituto belga di scienze amministrative. Nel 1984 ha studiato per un anno ottenendo il dottorato con il rinomato Von Calckenbeurs del Consiglio d'Europa presso l'Istituto svizzero di diritto comparato di Losanna. Nel 1985 ha ottenuto il dottorato con una borsa di studio dal Ministero della Pubblica Istruzione presso l'Université Lille. Nel 1987 è stato membro di un progetto di ricerca del Ministero degli Interni delegato per l'Università di Amsterdam.

### Carriera accademica
Vande Lanotte è stato professore di diritto presso la Vrije Universiteit Brussel (1988-1991). Nel 1991 diventa professore di Diritto Costituzionale e Diritto Umano presso l'Università di Gand. È stato anche capo del dipartimento per la disciplina di diritto costituzionale all'Università di Gand (dal 1991) e Direttore del Centro per i diritti umani presso la stessa università (dal 2004) e co-direttore dell'International Human Rights Academy, il - corso internazionale sui diritti umani - ormai estinto.
Nel corso degli anni Vande Lanotte è stato costantemente attivo nel campo scientifico, è stato promotore di numerosi saggi e studi, ha fatto parte del comitato editoriale di numerose riviste specializzate e ha partecipato a conferenze.
È stato membro dell'Ordine degli Avvocati di Gand (1986-1987) e nel 1989-1990 è stato vice sindaco e revisore dei conti presso il Consiglio di Stato belga.

### Carriera politica

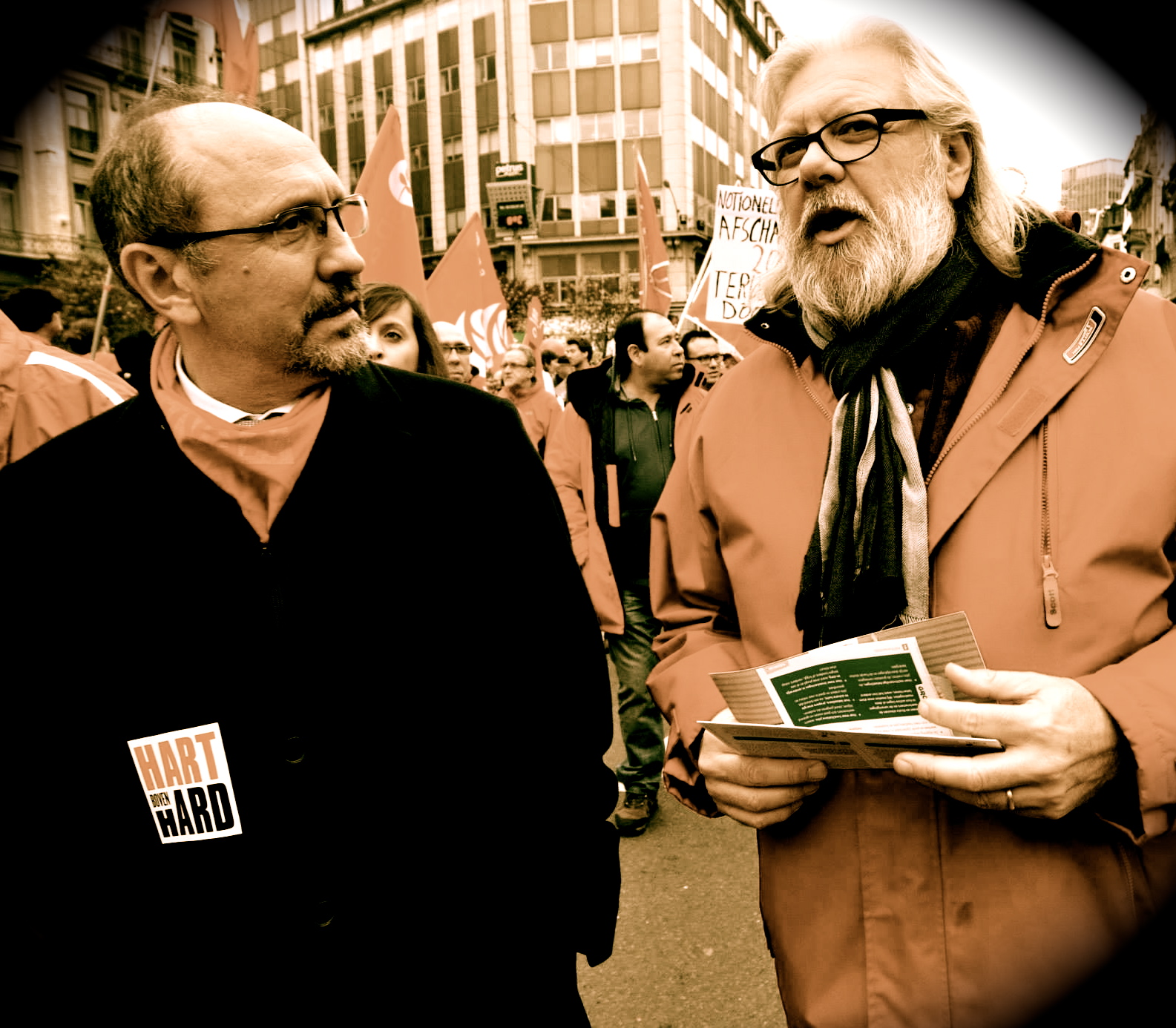
Johan Vande Lanotte in conversazione con Eddy Van Lancker

Vande Lanotte ha iniziato la carriera politica come capogabinetto del ministro dell'Interno Louis Tobback (1988-1991).
È consigliere per Ostenda dal 1995. Nelle elezioni comunali del 2012 è stato lijstduwer per la lista sp.a a di Ostenda.
È stato presidente del Partito Socialista Differente dal 2005 al 2007.
È stato eletto membro del parlamento per il PS (poi sp.a) per il distretto Veurne-Diksmuide-Ostenda nel 1991 e ha mantenuto questa carica fino al 2007. Nel 2007 e nel 2010 è stato eletto senatore. È stato di nuovo membro del parlamento nel 2014-2017.
Incarichi ricoperti:
- Ministro dell'Interno e della Funzione pubblica (1994-1998) e Vice primo ministro (1995-1998);
- Vice Primo Ministro e Ministro del bilancio, dell'integrazione sociale e dell'Economia Sociale (1999-2003);
- Vice Primo Ministro e Ministro del Bilancio e delle Imprese Pubbliche (2003-2005).

Nel 2006 è stato nominato ministro di Stato.
Il 21 ottobre 2010 è stato nominato da re Alberto II responsabile per la formazione del governo federale. Gli viene dato un triplice compito: ripristinare la fiducia tra i partiti; sulla base del verduidelijker Bart De Wever, e del preformateur Elio Di Rupo su diverse ipotesi riguardanti la finanza al fine di prevedere le implicazioni finanziarie, in collaborazione con la Banca nazionale del Belgio e la pianificazione dell'Ufficio Federale. Il 24 novembre presentato la sua proposta. Cinque dei sette partiti hanno approvato la sua proposta come base per nuovi negoziati. In data 11 gennaio 2011 gli è stato chiesto da re Alberto II di negoziare ulteriormente con Bart De Wever e Elio Di Rupo sui sette partiti. Il 26 gennaio 2011 è diventato chiaro che i tentativi di mediazione di Vande Lanotte fossero falliti e ha presentato le sue dimissioni al re. Le dimissioni sono state accettata dal re.

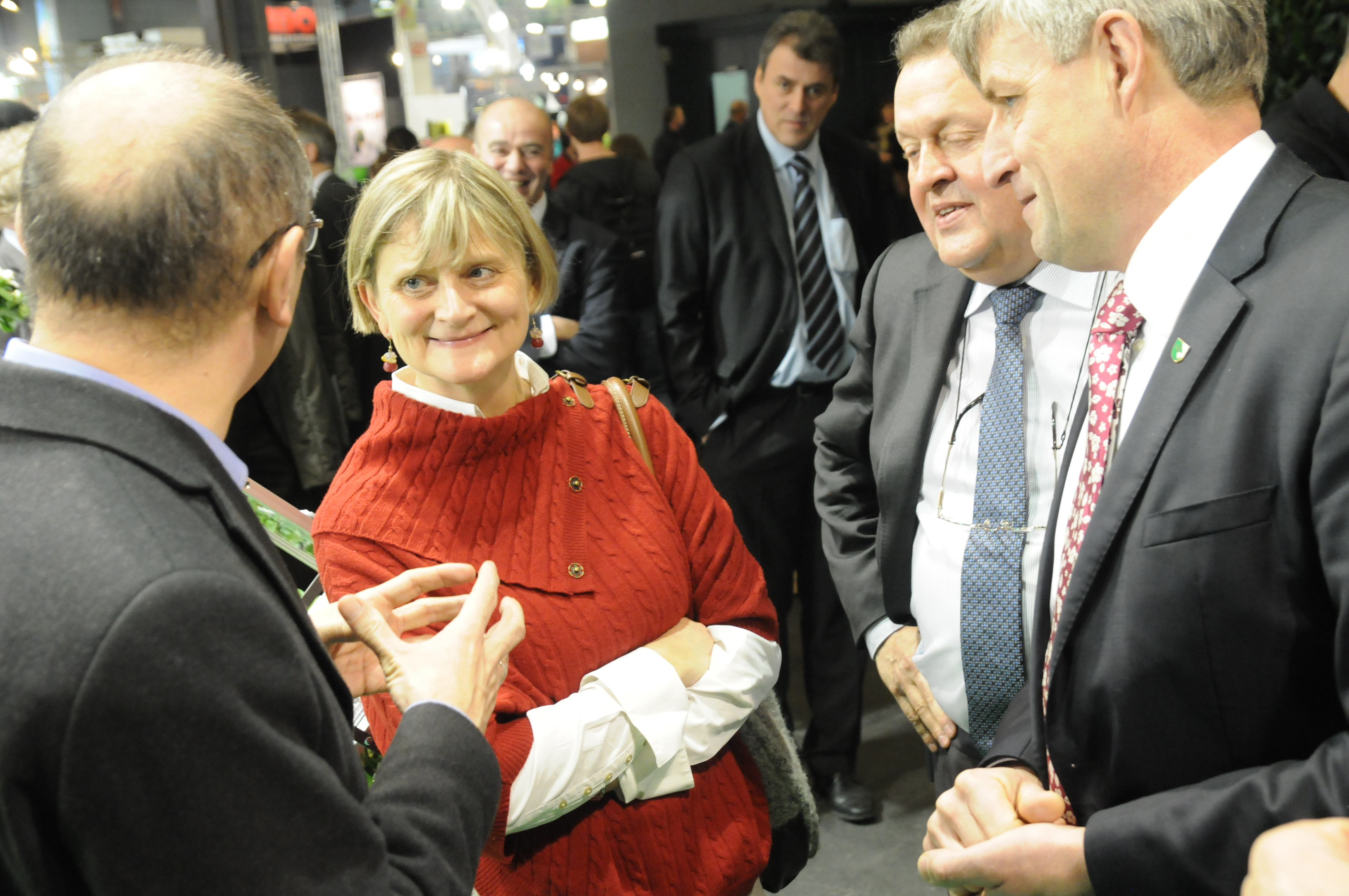
Johan Vande Lanotte e Sabine Laruelle al salone Agriflanders nel 2013

Nello stesso anno è diventato vice primo ministro nel governo Di Rupo. Per questo motivo ha avuto diverse altre funzioni, tra cui la presidenza di Electrawinds, BC Oostende, EKO SA e AGHO Ostenda. È stato direttore del Casinò Kursaal Oostende. All'interno del governo, è stato ministro dell'Economia, dei consumatori e del Mare del Nord. Nel settembre 2014 mentre il governo si era dimesso, ha avuto anche la responsabilità sulla Lotta sociale e la Frode fiscale, di competenza del Segretario di Stato federale John Crombez. 
Nel 2015 è stato nominato dal dipartimento sp.a di Ostenda come sindaco di questa città. È succeduto a Jean Vandecasteele alla fine di agosto dello stesso anno. Quell'anno è stato nominato dal Partito del Socialismo Europeo leader del Gruppo europeo ad alto livello per l'energia, la cui missione sarà fare dell'energia una priorità assoluta in Europa. 
Dopo essere stato attivo nella politica locale di Ostenda, Vande Lanotte ha lasciato nel gennaio 2017 la politica nazionale e si è dimesso. Alla Camera dei rappresentanti gli è succeduta Annick Lambrecht.

## Pubblicazioni
- De nieuwe gemeentelijke comptabiliteit (met Jean Dujardin, 1990, 1994, 1999)
- Inleiding tot het publiek recht (1994, 1997, 2001, 2003, 2007 en 2010)
- Overzicht van het Belgisch Administratief Recht (met André Mast, Jean Dujardin en Marnix Van Damme, 1996, 1998, 2000 en 2002)
- Het Europees verdrag tot bescherming van de Rechten van de Mens. In Hoofdlijnen (met Yves Haeck, Jan Lathouwers, Bruno Tobback en Mieke Van de Putte, 1997)
- België voor beginners. Wegwijs in het Belgisch labyrint (met Siegfried Bracke en Geert Goedertier, 1998, 2000 en 2003)
- Handboek Europees Verdrag voor de Rechten van de Mens (met Yves Haeck, 2004)